# Крог, Хельге
Хельге Крог (норв. Helge Krog, 9 февраля 1889, Кристиания — 30 июля 1962[…], Осло) — норвежский журналист, эссеист, театральный и литературный критик, переводчик и драматург.

## Биография
Родился в Кристиании (ныне Осло) 9 февраля 1889 года в семье адвоката Фредрика Аренца Крога и Сесилии Торесен-Крог. Его мать, известная феминистка, в 1882 году стала первой студенткой в Норвегии, а сестра отца, Гина Крог, была центральной фигурой в норвежском движении за женское избирательное право.
В 1911 году Крог получил степень кандидата экономических наук. С 1912 года работал в газете Verdens Gang, а с 1914 — как театральный и литературный критик. Позже работал в газетах Tidens Tegn, Arbeiderbladet и Dagbladet. В 1929 году выпустил сборник статей «Мнения о книгах и писателях» (норв. Meninger om bøker og forfattere), а в 1933 году — второй сборник, Meninger om mange ting.

## Личная жизнь
С 1912 по 1947 год был женат на писательнице и публицистке Эли Мейер, а с 1949 года — на актрисе Тордис Морстад.

## Сочинения
- трагикомедия «Мы великие» (1919)
- драма «Дом Ярла» (1923)
- комедия «На солнечной стороне» (1927)
- «Трезвучие» (1933)
- «На пути» (1931)
- «Раковина» (1929)
- «Разрыв» (1936)
- драма «Живые и мертвые» (1945)